# São Martinho de Angueira
São Martinho de Angueira (em mirandês San Martino) é uma povoação portuguesa sede da Freguesia de São Martinho de Angueira do Município de Miranda do Douro, freguesia com 37,00 km² de área e 239 habitantes (censo de 2021), tendo, por isso, uma densidade populacional de 6,5 hab./km².

## Demografia
A população registada nos censos foi:
| Distribuição da População por Grupos Etários | Distribuição da População por Grupos Etários | Distribuição da População por Grupos Etários | Distribuição da População por Grupos Etários | Distribuição da População por Grupos Etários |
| -------------------------------------------- | -------------------------------------------- | -------------------------------------------- | -------------------------------------------- | -------------------------------------------- |
| Ano                                          | 0-14 Anos                                    | 15-24 Anos                                   | 25-64 Anos                                   | > 65 Anos                                    |
| 2001                                         | 13                                           | 31                                           | 149                                          | 166                                          |
| 2011                                         | 11                                           | 6                                            | 114                                          | 176                                          |
| 2021                                         | 6                                            | 5                                            | 70                                           | 158                                          |

## História
O povoamento do território desta freguesia remonta a tempos pré-históricos, sendo verosímil que os seus habitantes pré-românicos pertencessem às comunidade Zolae.
A primeira menção conhecida desta freguesia é de 1212, ano em que D. Fernão Fernandes, bisneto de Fernão Mendes II de Bragança (o cunhado de D. Afonso Henriques) doa algumas propriedades ao Mosteiro de São Martinho de Castanheda, do Lago da Sanábria. Em setembro de 1297, esta freguesia acolheu D. Dinis enquanto este jornadeava a caminho de Alcanices para assinar um tratado que definia as fronteiras entre os reinos.
No ano de 1356, deu o Mosteiro de S. Martinho da Castanheira todos os bens que tinha em S. Martinho de Angueira de Miranda a Estevão Pirez de Bragança, como pagamento do que os Monges lhe deviam. No século seguinte, aparecem os primeiros registos históricos desta freguesia, mais concretamente no ano 1437, e, no sec XVIII, sabe-se que era constituída pelos lugares de S. Martinho e de Angueira, tendo este último ganho autonomia em 1750, passando mais tarde a ser parte o Concelho de Vimioso.
Em 1975, vários jovens visitaram a aldeia ao abrigo do Serviço Cívico Estudantil e relataram que se ouviam comentários que, apesar do elevado número de habitantes, São Martinho não tinha nenhuma carreira de autocarro regular, porque ali tinha ganho Humberto Delgado nas eleições presidenciais.
Em 2009, foi construída à entrada da aldeia a estátua do Mineiro para relembrar os mineiros habitantes da aldeia e as antigas minas de estanho e volfrâmio que operaram entre 1850 e 1990. Em 2015, a praça foi pavimentada e, posteriormente, foi colocada uma placa informativa sobre a estátua.

## Festas e Romarias
- Rota dos Contrabandistas: Devido à proximidade da vila espanhola de Alcanices, houve um grande desenvolvimento do contrabando e muitas pessoas viviam desta atividade ilegal. Atualmente, a junta de freguesia de São Martinho e o ayuntamiento de Alcanices organizam todos os anos uma caminhada em memória deste período histórico, havendo um grande banquete no final. Desde 2022, a rota tornou-se o primeiro percurso transfronteiriço entre Portugal e Espanha homologado pela IMBA España (International Mountain Bicycling Asociation).[14][15]

- Festas do Rosário (também conhecida como Festas dos Pauliteiros): No último domingo de agosto é realizada a festa de Nossa Senhora do Rosário,[5] durante a qual os pauliteiros percorrem, entre as 05:00 e as 15:00, todas as casas da freguesia para dançar e recolher donativos. Diz a lenda que estes dançadores surgiram durante a época da peste negra europeia, que matou imensas mulheres na aldeia, principalmente as mais jovens. Perante tal cenário mórbido, os jovens corriam o risco de não casarem, tendo portanto prometido à Nossa Senhora do Rosário (antigamente chamada Nossa Senhora dos Solteiros) que, se afastasse tal doença da povoação, dançariam para ela todos os anos.[16][17] Em 2022, a aldeia passou a contar com um grupo de pauliteiras.[18]

## Ligações úteis
- Arquivos de São Martinho